# Makale (Band)
Makale sind eine türkische Hip-Hop-Gruppe aus Basel.

## Geschichte
Makale wurde im Jahre 1998 gegründet. Casus als Kadir Özkan (sein Pseudonym bedeutet auf Türkisch 'Spion'), Şiddet MC als Erdem Cayir (sein Pseudonym bedeutet 'Gewalt') und DJ Steel sind die Mitglieder des Trios. Anfangs gaben sie Konzerte und verbreiteten so den türkischen Rap. Der Aufstieg für sie war die Zusammenarbeit mit Dar Bêïda 04. Sie sind mit Nina Hagen, Amina und Natacha Atlas auf demselben Album vertreten.
Später bekamen sie ein Angebot vom Indie-Label Barraka El Farnatshi und veröffentlichten 2002 ihr Debüt-Album Kingztanbul. Dieses war auch das erste Turkish Rap Album der Schweiz. Produziert wurde es größtenteils von Pat Jabbar. Die Videos Kingztanbul und Bu Bilmeyene waren auf VIVA und auf  Sendern in der Türkei zu sehen. 
Es folgte das zweite Album "Tamam", produziert von Misda Oz. Dazu erschienen zwei Video-Clips, die sich auf dem Schweizer Musiksender VIVA als Erfolg erwiesen. "Tamam" kam auch in der Türkei auf den Markt. Nach Release des zweiten Albums war Makale dann  unterwegs und spielte Konzerte in Deutschland, Holland und der Türkei.
Nach der Konzertphase ging die Band wieder ins Studio, um ihr drittes Album "Sizofren" aufzunehmen. Es wurde wieder eng mit Misda Oz zusammengearbeitet. Und auch DJ Def Cut hat mit seinen massiven Beats einen  Teil dazu beigetragen. Außerdem wurden wieder zwei Video-Clips gedreht, die im Air Play auf diversen Musiksendern waren.
Die Themen, die sie in ihren Texten aufgreifen, sind die aktuellen Ereignisse, eigene Lebenserfahrungen, Krieg, Liebe, Hoffnung und Enttäuschung.

## Diskografie

### Album
- 2002: Kingztanbul (Barraka El Farnatshi)
- 2005: Tamam (Barraka El Farnatshi/Kalimat/Irem Records)
- 2008: Sizofren (Nation Music/Kalimat)[1]
- 2010: Romantik Serseri – Casus (Rapsodi/Öncü Müzik)[2]
- 2017: Ritim ve Şiir (DokuzSekiz Müzik/HipHoplife.PRO)[3]

### Features
- 2001: Dar Beide 04 – Killa Kalimat
- 2002: Maho B. – Hedef 12, Rapor 2 ve simdi...
- 2003: Microphone Mafia – Lotta Continua
- 2004: Hürdag – Sevdali Türküler
- 2006: Black Tiger – Beton Melancholie
- 2007: DJ Ace – Jetzt Du!
- 2008: Kasbah Rockers – Kasbah Rockers feat. Bill Laswell

### Singles
- 2006: Memleket (Heimat), Song über Casus's Geburtsort Güllü
- 2012: Parantez Içinde[4]
- 2012: Casus – Kükre Aslanım[5]